# Alba Herrera y Ogazón
Alba Herrera y Ogazón (Ciudad de México, 2 de febrero de 1885-1931), fue una pianista, escritora, periodista, profesora considerada la primera musicóloga mexicana.

## Semblanza biográfica
Inició sus estudios pianísticos desde pequeña a lado de su hermana mayor quien le motivó a escoger su carrera. En sus dos primeros exámenes de piano, sustentados a los 7 y 8 años, ejecutó composiciones de alto grado de dificultad en relación con su corta edad, a partir de allí se perfiló como una eminencia del piano.
Ingresó a la Escuela Inglesa de Mrs. Miller, pasando posteriormente al Colegio Francés de Mlle. Bordes, en los cuales cursó su educación primaria, elemental y superior, en estos planteles inició sus estudios de idiomas inglés y francés (los cuales perfeccionó con la ayuda de su padre) y literatura de varios autores, especialmente Shakespeare.
Una vez terminada su educación superior, continuó sus estudios pianísticos al lado del maestro Carlos J. Meneses quien la presentó en algunos recitales. Al volver el maestro Meneses al Conservatorio Nacional, del cual se había separado con anterioridad, Alba ingresó al mismo, continuando sus clases con aquel. También recibió clases de Alberto Villaseñor, de su primo hermano Pedro Luis Ogazón y de Ricardo Castro en el lapso en que ocupó la Dirección del Conservatorio; siendo discípula de él, Alba obtuvo como premio de estudio un piano de cola. Ricardo Castro murió siendo maestro de piano de Alba.
Cambió frecuentemente de profesores de piano por circunstancias ajenas a su voluntad, sin embargo esto no perjudicó a que pudiera llevar a cabo sus estudios.
Al terminar su carrera pianística en el Conservatorio Nacional en 1908 emprendió un viaje a la ciudad de Nueva York y obtuvo el certificado B de la Academia Virgil de dicha ciudad, y las felicitaciones de su maestro, el señor A. K. Virgil.
Considerándose apta para instruir a sus compatriotas, inició poco tiempo después de su regreso a México sus clases particulares de música y la enseñanza de piano con el Sistema Virgil.
En el año de 1910, durante la segunda visita que hizo a México, Josef Hofmann, recomendó a Alba la traducción de su libro La Ejecución Pianística tarea que llevó a cabo posteriormente.
Sin haber abandonado el arte musical-pianístico, en 1917, dio publicidad, por acuerdo de la Dirección General de Bellas Artes, a su libro El Arte Musical en México, en el cual hace resumen del movimiento musical en México hasta dicho año. Posteriormente lleva a cabo diversos conciertos, unos con el Cuarteto Clásico Nacional y otros en 1919 donde por primera vez en México se ejecutó por Alba Herrera y Ogazón en compañía de Julián Carrillo, las Sonatas de Beethoven. Tiempo después emprende una gira por el interior de la república en compañía del mismo J. Carrillo como director de la Orquesta Sinfónica Nacional, y de Sante lo Priore, violinista italiano.
Terminada su gira por la república, publica su libro Puntos de Vista ensayos de crítica musical, libro que circuló en el año de 1921.
Con motivo de la preparación de varios libros: Mosaicos Musicales, Greorge Eliot, De Mis Horas Errabundas y La Historia General de la Música abandonó sus labores de concertista y en parte las del periodismo. 
Como conferencista Alba Herrera y Ogazón sobresalió en la celebración del centenario de Beethoven, en la conferencia que dictó sobre la música, durante la época del romanticismo; y fue oradora en los discursos de la inauguración de la Facultad de Música y aniversario de la misma, impartiendo también clases de historia musical.
Como periodista, Alba colaboró activamente en el Tiempo, El Mundo Ilustrado, El Diario, La Tribuna, Revista de Revistas, Pegaso, El Globo, El Universal Ilustrado, El Universal etc. Además ocasionalmente colaboró para Excélsior, Conozca Ud. A México, La Opinión, Mexican Herald, Conservatorio, Tricolor, Luz y Sombra, , Cosmos, La Nueva Democracia (de Nueva York) etc., y perteneció, entre otras, a las siguientes corporaciones: Ateneo de México, Sociedad de Estudios de Historia Local de la Ciudad de México, Ateneo Hispánico, P.E.N. Club, Grupo Nosotros, Grupo Ariel, Sociedad Pro Arte Patrio, Liga Internacional de Mujeres Ibéricas e Hispanoamericanas e International Society of Pianoforte Teachers and Players, desempeñó además los siguientes cargos: conferencista en el antiguo departamento de cultura estética de la Secretaría de Educación Pública, durante los años 1922 a 1927; profesora de piano e historia de la música, en el Conservatorio Nacional y en la facultad de música de la Universidad Nacional de México, autónoma hasta su fallecimiento.
En 1931 Alba Herrera y Ogazón pasó sus últimos días dedicada a su trabajo de escritora.

## Obras
- Puntos de Vista
- Mosaicos Musicales
- George Eliot
- De Mis Horas Errabundas
- Historia General de la Música
- El Arte Musical en México